# De Nonsens Alliantie
De Nonsens Alliantie is een van oorsprong Gents improcollectief, opgericht tijdens de zomer van 2001 door Stef Vanpoucke, Raf Verdonck, Mario De Koninck, Kurt Van Rossem, Erwin Van de Mosselaer, Kaat Schwind en Marleen Labbeke.
De Nonsens Alliantie heette bij de oprichting Wabliefteru en bracht Long Form impro. Dit is de improvisatievorm waarbij een geïmproviseerde scène langer dan een uur duurt. Na een korte naamsverandering via Impro All Stars naar De Nonsens Alliantie, werd uiteindelijk het long form principe achterwege gelaten. Er werd gekozen voor kortere scènes en impro-spelletjes, meer interactie met het publiek en vooral muzikale impro.
Anno 2022 bestond De Nonsens Alliantie uit finalisten van Humo's Comedy Cup, schrijvers van De Rechtvaardige Rechters (Canvas), schrijvers van De Raadkamer (Radio 2), comedians van De Bovenste Plank (één) en van Comedy Casino (Canvas), ervaren improvisatoren en muzikanten. Leden: Stef Vanpoucke, Mario De Koninck, Erwin Van de Mosselaer, Lode Demetter, Jan-Bart De Muelenaere en Marleen Labbeke. De Nonsens Alliantie is het huisimprogezelschap van 123 Comedy Club die het management verzorgt voor België en Nederland. 